# Liste des évêques de Baker
Liste des évêques de Baker (Dioecesis Bakeriensis). L'évêché de Baker est créé le 19 juin 1903, par détachement de l'archevêché d'Oregon City. Il change de dénomination le 16 février 1952 pour devenir l'évêché de Baker.

## Les évêques
- 25 juin 1903-20 mars 1918 : Charles O'Reilly (Charles Joseph O'Reilly), évêque de Baker City.
- 21 décembre 1918-† 12 avril 1950 : Joseph McGrath (Joseph Francis McGrath), évêque de Baker City.
- 18 juillet 1950-26 avril 1971 : Francis Leipzig (Francis Peter Leipzig), évêque de Baker City, puis de Baker (16 février 1952).
- 4 mai 1971-19 novembre 1999 : Thomas Connolly (Thomas Joseph Connolly)
- 19 novembre 1999-24 janvier 2011 : Robert Vasa (Robert Francis Vasa)
- 24 janvier 2011-8 mars 2012 : siège vacant
- 8 mars 2012-10 juillet 2025 : Liam Cary (en) (Liam Stephen Cary)
- depuis le 10 juillet 2025 : Thomas Hennen

## Source
- (en) L'Annuaire pontifical, sur le site Catholic-Hierarchy